# Limavady

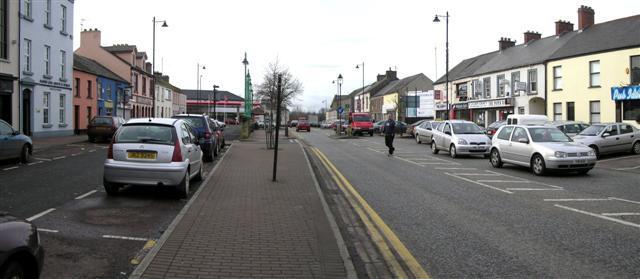
Limavady

Limavady är en stad i grevskapet Londonderry i Nordirland. Limavady var huvudort för distriktet Limavady till dess att distriktet år 2015 blev en del av Causeway Coast and Glens.  År 2001 hade Limavady 12 135 invånare.
Staden är mest känt för att det var här melodin Londonderry Air skrevs av Jane Ross år 1851. Det finns olika texter till melodin, med Danny Boy som kanske den mest kända.